# Giovanni Carboni
Giovanni Carboni (Fano, 31 agosto 1995) è un ciclista su strada italiano che corre per il team Unibet Tietema Rockets. È professionista dal 2018.

## Carriera

### 2012-2017: le stagioni da Juniores e Under-23
Nel 2012, al primo anno da Juniores, ottiene cinque vittorie di cui due a cronometro. Si piazza al secondo posto al Gran Premio Capodarco Juniores dietro Giulio Ciccone e al decimo posto al campionato italiano vinto da Umberto Orsini. L'anno successivo si classifica secondo al campionato italiano a cronometro vinto da Seid Lizde. Ottiene una vittoria nella prova Bracciale del Cronoman ad Alfonsine. Con la maglia della Nazionale viene selezionato per il Trofeo Karlsberg, in cui chiude undicesimo, e per il Giro della Lunigiana, nel quale però non ottiene piazzamenti di rilievo.
Nel 2014 passa tra gli Elite/Under-23 gareggiando per l'Area Zero Pro Team, neonata squadra con licenza continental, con cui in stagione ottiene un settimo posto al campionato italiano a cronometro. Nel biennio successivo indossa la maglia della Unieuro-Wilier Trevigiani. Il 25 luglio 2015 è medaglia d'argento al campionato italiano a cronometro di categoria; la settimana successiva partecipa al campionato europeo di Tartu, classificandosi decimo nella prova a cronometro Under-23. Nel 2016 è ancora secondo al campionato italiano a cronometro Under-23. Con la maglia della Nazionale partecipa alla Corsa della Pace, chiudendo al settimo posto, e al Tour de l'Avenir; è poi quinto al Gran Premio Capodarco vinto da Jai Hindley, e nuovamente "azzurro" per le prove Under-23 del campionato europeo, senza però ottenere risultati di rilievo.
Nel 2017 cambia squadra e corre per il Team Colpack, con cui ottiene cinque successi. Vince infatti la prima tappa e la classifica generale del Giro del Veneto e una tappa al Giro della Valle d'Aosta, in cui arriva quinto in generale, oltre a due prove in linea. Si piazza inoltre al nono posto al Trofeo Piva e al settimo al Giro del Medio Brenta, e a fine settembre conclude al diciottesimo posto la gara in linea Under-23 del campionato del mondo a Bergen.

### Dal 2018: il professionismo
Passa professionista nel 2018 con la Bardiani CSF, facendo il suo debutto alla Colombia Oro y Paz. Al primo anno di professionismo il risultato più significativo è il terzo posto nella settima tappa del Tour of Britain. Nella seconda stagione in Bardiani, partecipa per la prima volta al Giro d'Italia: si mette in luce nella sesta tappa, con arrivo a San Giovanni Rotondo, in quanto, dopo essere andato in fuga e aver terminato quinto all'arrivo, indossa la maglia bianca di miglior giovane e risale in seconda posizione in classifica generale, alle spalle di Valerio Conti.
Nel 2022 lascia la Bardiani CSF per vestire la maglia della russa Gazprom-RusVelo, ma in seguito alla sospensione subita dalla squadra e al conseguente svincolo, già a marzo rimane privo di contratto. Ciò nonostante, il 6 giugno ottiene la prima vittoria da professionista, aggiudicandosi, con la maglia della Nazionale italiana, la terza tappa della Adriatica Ionica Race a Brisighella. Nel mese di settembre viene quindi tesserato dal ProTeam spagnolo Kern Pharma.

## Palmarès

### Strada
- 2012 (Juniores)

Bracciale del Cronoman - Ponte San Giovanni (cronometro)
Gran Premio Adalberto Gabrielloni
Memorial Daniele Nardoni (cronometro)
Coppa d'Oro
Trofeo Balaco Paponi
- 2013 (Juniores)

Bracciale del Cronoman - Alfonsine (cronometro)
- 2017 (Team Colpack)

Astico-Brenta
Classifica finale Giro del Veneto e delle Dolomiti
1ª tappa Giro del Veneto e delle Dolomiti (Puos d'Alpago > Pieve d'Alpago)
1ª tappa Giro della Valle d'Aosta (Quassolo > Quincinetto)
Trofeo Mario Zanchi
- 2022 (Italia, una vittoria)

3ª tappa Adriatica Ionica Race (Ferrara > Brisighella)
- 2024 (JCL Team Ukyo, quattro vittorie)

3ª tappa Tour of Japan (Inabe > Inabe)
6ª tappa Tour of Japan (Oyama > Monte Fuji)
Classifica generale Tour of Japan
2ª tappa Tour de Bulgarie (Trojan > Kazanlăk)

#### Altri successi
- 2015 (Unieuro Wilier)

Classifica giovani Sibiu Cycling Tour
- 2025 (Unibet Tietema Rockets)

Classifica scalatori International Tour of Hellas

## Piazzamenti

### Grandi Giri
- Giro d'Italia

2019: 57º
2020: 82º
2021: 35º

### Classiche monumento
- Milano-Sanremo

2018: 98º
2019: 90º
- Giro di Lombardia

2018: 46º
2019: 64º
2020: 50º
2021: ritirato

### Competizioni mondiali
- Campionati del mondo su strada

Bergen 2017 - In linea Under-23: 18º
- Campionati del mondo gravel

Veneto 2023 - Elite: 18º

### Competizioni europee
- Campionati europei

Tartu 2015 - Cronometro Under-23: 10º
Tartu 2015 - In linea Under-23: ritirato
Plumelec 2016 - Cronometro Under-23: 16º
Plumelec 2016 - In linea Under-23: 61º